# Niominka bi
 (avril 2021).
Si vous disposez d'ouvrages ou d'articles de référence ou si vous connaissez des sites web de qualité traitant du thème abordé ici, merci de compléter l'article en donnant les références utiles à sa vérifiabilité et en les liant à la section « Notes et références ».
Niominka Bi, nom de scène de Souleymane Sarr, est un artiste, musicien et compositeur originaire de Niodior au Sénégal. Il fut militaire dans l’arme Sénégalaise avant de se rendre en France où il crée Niominka bi and the Ndiaxas Band. Il est mort le 15 novembre 2018 à Périgueux.

## Biographie
La définition de son nom vient des Niominka qui sont une population ethnique basée dans les îles du Saloum au Sénégal et ils représentent 1% de la population sénégalaise. Les Niominkas s’adonnent aux activités socioculturelles et vivrières qu’ils ont reçus en tant qu’héritage. La pêche occupe une importante place au sein de la communauté.
Il a grandi à Niodior où il a reçu un très fort héritage de la culture sérère dont adhère les Niominka. Niominka bi rejoint l’armée sénégalaise en 1970 où il a aussi servi en tant que Casque-Bleu  dans les rangs de l’ONU de 1979 à 1981 avant de s’installer en France en 1982 pour rejoindre la légion étrangère française où il fut membre du groupe théâtral. Durant son séjour en France, Il a rencontré à Bordeaux un musicien français du nom de Bernard Indeau un musicien français d’Aubagne. Niominka Bi and the Ndiaxas band fut ainsi crée en 1984. Ils sillonneront ensemble la France pour une première fois après la sortie de « Wa Diour Yi » durant la même année. Tout en s’inspirant du Reggae, ils parviennent à créer de nouvelles vibrations et rythmiques inspirées des différentes cultures et de ses expériences. Niominka bi chante en Sérère, en Wolof et en français.     
Dans ses chansons, Niominka Bi parle de nombreux thèmes de la vie. Il a été un grand pourfendeur contre le racisme qui battait son plein durant leur début de carrière. Il a milité contre le régime du président français François Mitterrand qui avait promis de régler la question des jeunes issues de l’immigration.
Il invitait son auditoire à répondre à l’appel de l’unicité et la solidarité des différents peuples. Grand militant du Panafricanisme Il évoque aussi le thème de l’unification et de l’émancipation du continent Africain.